# Montmaurin
Montmaurin ist eine französische Gemeinde mit 192 Einwohnern (Stand 1. Januar 2022) im Département Haute-Garonne in der Region Okzitanien (zuvor Midi-Pyrénées). Die Einwohner werden als Montmaurinois bezeichnet.

## Geographie
Das Gemeindegebiet wird von der Save und ihrem Zufluss Seygouade tangiert.
Umgeben wird Montmaurin von den fünf Nachbargemeinden:
|             | Blajan                                      |            |
| Nizan-Gesse | Kompassrose, die auf Nachbargemeinden zeigt | Lespugue   |
|             | Larroque                                    | Sarremezan |

## Bevölkerungsentwicklung
| Jahr                      | 1962 | 1968 | 1975 | 1982 | 1990 | 1999 | 2005 | 2010 | 2016 | 2019 |
| ------------------------- | ---- | ---- | ---- | ---- | ---- | ---- | ---- | ---- | ---- | ---- |
| Einwohner                 | 186  | 178  | 191  | 225  | 205  | 198  | 213  | 226  | 210  | 201  |
| Quelle: Cassini und INSEE |      |      |      |      |      |      |      |      |      |      |

## Sehenswürdigkeiten
Siehe auch: Liste der Monuments historiques in Montmaurin
- Reste einer gallo-römischen Villa aus dem 4. Jahrhundert

## Persönlichkeiten
- Henriette Zéphir (1920–2012), Künstlerin der Art brut